# Star Trek: Borg
Star Trek: Borg est un film interactif développé et édité par Simon & Schuster, sorti en 1996 sur Windows et Mac. Les segments filmés ont été réalisés par James L. Conway.

## Accueil
- AllGame : 4/5[1]